# Théorème de non-substitution
 (novembre 2024).
En théorie économique, le théorème de non-substitution ou parfois théorème de substitution est l'affirmation que sous certaines conditions spécifiques, une économie a une structure de prix relatifs d'équilibre déterminée pour chaque valeur possible du taux de profit, indépendamment de la structure de la demande finale.
La première version du théorème de non substitution est démontrée simultanément par Paul Samuelson et Nicholas Georgescu Roegen en 1949 dans le cadre d'un modèle de Leontief, donc d'une technologie de production linéaire, à coefficients fixes, une condition plus tard assouplie dans certaines généralisations du théorème.
Plus tard, il est démontré que le théorème vaut au-delà du seul modèle de Leontief à coefficients fixes et que les trois conditions essentielles pour qu'il soit vérifié sont les suivantes :
- pas de production jointe (chaque technique donne un seul produit),
- rendements d'échelle constants dans chaque technique,
- un seul facteur de production primaire (typiquement le travail).

Ce théorème est parfois mobilisé dans la controverse des deux Cambridge. Luigi Pasinetti, représentant du côté britannique de la controverse, conteste l'interprétation qui en est faite habituellement et le nom de "théorème de non-substitution". 